# Battaglia di Francavilla
La battaglia di Francavilla fu combattuta il 20 giugno 1719 nelle vicinanze della città di Francavilla di Sicilia, tra il Regno di Spagna e l'Impero austriaco durante la guerra della Quadruplice Alleanza, per la conquista del Regno di Sicilia.

## Antefatto
Dopo la distruzione della flotta spagnola nella battaglia di Capo Passero, avvenuta nell'agosto del 1718, l'esercito invasore, composto da 30000 uomini e comandato dal Marchese di Lede, rimase isolato in Sicilia. Nel 1718 gli austriaci tennero molte delle loro truppe nei Balcani a causa della guerra austro-turca che terminò il 21 luglio 1718 con la stipula della pace di Passarowitz.
Un primo tentativo di attaccare gli spagnoli dal Regno di Napoli, in mano agli austriaci, fallì, in quanto gli imperiali vennero sconfitti nella battaglia di Milazzo del 15 ottobre 1718; comunque essi riuscirono a tenere una piccola testa di ponte intorno alla città.
Nel giugno del 1719 gli imperiali spostarono un esercito di 24000 veterani, al comando vi era Claudio Florimondo, conte di Mercy, dai Balcani al sud Italia, da dove vennero trasportati dalla flotta inglese oltre lo Stretto di Messina; essi sbarcarono il 28 giugno alla marina di Patti e, divisi in due colonne, si spostarono a Oliveri dove posero il loro campo.
Gli spagnoli abbandonarono quindi l'assedio di Milazzo, dove il Mercy lasciò un presidio di 1200 uomini al comando del colonnello barone von Fürstembusch, e si spostarono in posizione più favorevole intorno al villaggio di Francavilla, dove erano protetti da un torrente, il San Paolo, che anche se in secca ostacolava l'avvicinamento nemico. Vi era inoltre un convento di cappuccini protetto da mura e posto sopra una collina, designato quale posto avanzato e in cui tramite le mura, il convento e i parapetti da loro preparati gli spagnoli disposero cinque ordini di fuoco e 2 cannoni; vi erano di presidio 4 battaglioni della Guardia spagnola.
Il Mercy saputo ciò si ritirò a Merì per preparare quanto necessario alla battaglia che si prospettava. Qui fece concentrare tutte le proprie truppe e più il reggimento di dragoni Roma giunto il 9 giugno dalla Calabria. Il 15 giugno, dopo l'arrivo di altri rinforzi e di 150000 fiorini, fu dato l'ordine di avanzare. L'armata si mosse senza artiglieria, che si ritenne di non poter trasportare, a causa delle strade impervie dei monti Peloritani (sicuramente danneggiate dagli spagnoli e dai locali, ostili agli austriaci). L'artiglieria fu quindi spedita via mare. La mattina del 17 l'esercito di divise in tre colonne e, dopo una marcia di 15 chilometri, pose il campo a ovest di Castroreale, tra Rodì e Milici. Il 18 l'avanguardia fu attaccata da gruppi di abitanti locali armati di fucile; per questo motivo, e sapendo che la strada era presidiata da bande armate e che erano stati posti degli ostacoli lungo di essa il Mercy decise di svoltare ad oriente, verso le alture della Portella delle Tre Fontane e prendendo quindi un cammino impervio e molto difficoltoso per la cavalleria e per le bestie da soma; comunque le truppe riuscirono a percorrerla. La punta dell'avanguardia riuscì a raggiungere il colle delle Tre Fontane e a scacciarne i soldati spagnoli che lo presidiavano. Tra il mattino successivo e mezzogiorno arrivò il resto dell'armata austriaca che qui bivaccò; da questo colle si poteva vedere Francavilla e da qui i generali studiarono lo schieramento nemico.

## La battaglia
Vista la buona posizione fortificata degli spagnoli i generali imperiali sconsigliarono l'attacco essendo l'armata austriaca sprovvista di artiglieria, ma il Mercy fu di parere opposto e decise per l'assalto dividendo l'esercito in tre colonne. La prima colonna attaccò il villaggio tre volte, ma venne respinta ogni volta. La seconda colonna riuscì a conquistare le trincee che si trovavano ai piedi della collina del convento, ma fu fermata dalla seconda linea di difesa spagnola. Il Conte di Mercy fu ferito durante questa fase della battaglia. La terza colonna imperiale attaccò invece il fianco sinistro, cacciando le forze spagnole dalla collina di San Giovanni, ma gli austriaci si vennero così a trovare sotto un pesante fuoco spagnolo e dovettero ripararsi in un crepaccio, soffrendo di conseguenza molte vittime, tra cui il generale Holstein, che aveva guidato l'attacco.
L'artiglieria spagnola, al comando del Marchese di Villadarias, giocò un ruolo cruciale durante la battaglia, causando molte vittime e grande confusione nell'armata austriaca.
La battaglia infuriò fino a sera, quando un contrattacco dalla cavalleria spagnola tolse tutte le speranze di una vittoria austriaca. Gli austriaci si ritirarono, lasciando 3100 tra morti e feriti. Le perdite spagnole furono di 2000 tra morti e feriti.

## Conseguenze
Il marchese di Lede non insidiò in seguito gli austriaci, dando loro l'opportunità di riprendersi da questa sconfitta. Gli austriaci assediarono in seguito Messina, che cade dopo nove attacchi nemici.
La guerra continuò fino alla firma del trattato dell'Aia siglato il 17 febbraio 1720. Le truppe spagnole dovettero evacuare la Sicilia, e furono trasportati in Spagna dalla Marina britannica. La Sicilia divenne così un viceregno austriaco.